# Nothoalsomitra
Nothoalsomitra es un género con una especies de plantas con flores perteneciente a la familia Cucurbitaceae. 

## Especies seleccionadas
| - Nothoalsomitra suberosa (Bailey) I.R.Telford |